# Queso Peralzola

Ubicación del concejo de Illas en Asturias

El queso Peralzola es un tipo de queso que se elabora en el Principado de Asturias, España.

## Elaboración
Es un queso azul que se elabora con leche de oveja pasteurizada. El proceso es similar al que se lleva a cabo con el queso La Peral. Cuando se cuece el queso se lleva a la cueva, se agujerea para permitir el paso del hongo Penicillium, que es el que le otorga finalmente el gusto fuerte tan característico.

## Características
Tiene un corte amarillo veteado azul-verdoso, de intensidad variable, tacto suave y húmedo. Aromas intensos de maduración unidos a moho. En boca es fundente de sabores intensos y relativamente complejos, la impresión global pastosa y un regusto con tendencia atenuante.

## Zona de elaboración
Se elabora en una pequeña quesería en el pueblo de San Jorge de la Peral, en el concejo de Illas.